# 文化の森駅
文化の森駅 （ぶんかのもりえき）は、徳島県徳島市八万町二丈にある、四国旅客鉄道（JR四国）牟岐線の駅である。駅番号はM03。

## 歴史
- 1990年（平成2年）11月3日：開業[1]。

備考
- 開業時は一部普通列車が通過していたが、2000年（平成12年）にすべての普通列車が停車するようになった[3]。また、2012年（平成24年）3月17日のダイヤ改正から2016年（平成28年）のダイヤ改正までの期間も、再び上り普通1本のみ通過するようになっていた。
- 駅の南側にかかる園瀬川橋梁の掛け替え工事の関係で、1998年（平成10年）11月27日から一時仮線上に設置された仮駅で営業していた[4]が、2001年（平成13年）11月21日に元の位置に戻された[5]。

## 駅構造

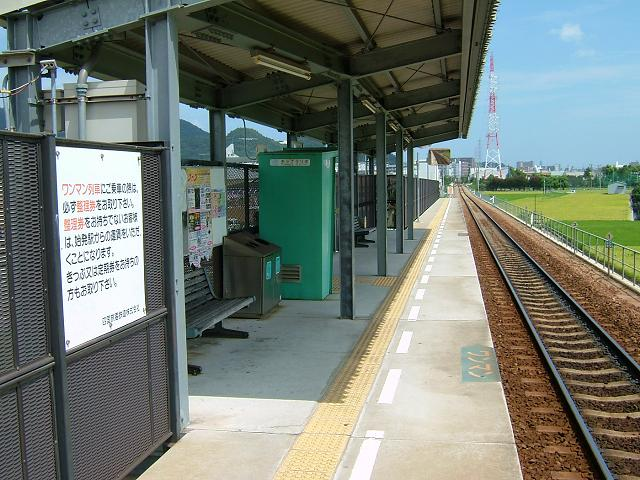
ホーム（2005年8月）

ホームは単式1面1線である。駅舎はない。駅はラディッシュ工法によって建造された立派なコンクリート雍壁の築堤上にある。出入口とホームは階段で連絡する。徳島駅管理の無人駅である。ホーム上に自動券売機がある。

### 特徴
駅のすぐ南、徳島県道203号鮎喰新浜線の道路上に踏み切りがある。
駅名「文化の森」は徳島県文化の森総合公園に由来し、徳島県の要望により建設されたものだが、当駅から文化の森へ行くには徒歩で約35分を要する。また、駅前にはバス停はあるものの文化の森へ接続する路線バスが長年ない状態であったが、2016年4月より開業26年にして初めて文化の森駅から接続する路線バスが運行されることになった（後述）。

## 利用状況
1日平均乗車人員は下記の通り。
| 年度 | 1日平均 乗車人員 |
| ---- | ---------------- |
| 1995 | 34               |
| 1996 | 44               |
| 1997 | 61               |
| 1998 | 61               |
| 1999 | 62               |
| 2000 | 69               |
| 2001 | 73               |
| 2002 | 74               |
| 2003 | 91               |
| 2004 | 94               |
| 2005 | 86               |
| 2006 | 89               |
| 2007 | 87               |
| 2008 | 91               |
| 2009 | 86               |
| 2010 | 98               |
| 2011 | 105              |
| 2012 | 111              |
| 2013 | 116              |
| 2014 | 118              |
| 2015 | 133              |
| 2016 | 142              |
| 2017 | 141              |
| 2018 | 148              |
| 2019 | 151              |
| 2020 | 121              |
| 2021 | 126              |

## 駅周辺
公共施設
- 徳島市八万コミュニティセンター
- 徳島県文化の森総合公園（徒歩約35分[6]）

教育施設
- カラーズインターナショナル八万園
- 徳島市八万南幼稚園
- 徳島市八万南小学校

郵便局
- 日本郵便八万郵便局

商業施設
- マルヨシセンター八万店

道路
- 徳島県道136号宮倉徳島線
- 徳島県道203号鮎喰新浜線
- 国道192号徳島外環状道路徳島南環状道路

川
- 園瀬川
- 冷田川

## バス路線
付近に徳島バスの停留所が2か所あるため、まとめて解説する。
徳島バス
- 「文化の森駅東」停留所
  - 市原線（※徳島市交通局からの受託路線の1つ[9]）が経由。1日3往復のみ運行。
- 「法花大橋」停留所
  - 法花線・渋野線・五滝線が経由。法花線は「文化の森」を経由する便が混在する（※1日2便のみ）。

※接続するバスがない時間帯には徳島駅から徳島バスの文化の森への直通便を利用する形となる。

## 隣の駅
四国旅客鉄道（JR四国）
■牟岐線
■普通
二軒屋駅 (M02) - 文化の森駅 (M03) - 地蔵橋駅 (M04)